# امصرة (لودر)

تعديل مصدري - تعديل

امصرة هي إحدى قرى عزلة زارة بمديرية لودر التابعة لمحافظة أبين، بلغ تعداد سكانها 1864 نسمة حسب تعداد اليمن لعام 2004.